# 亏数

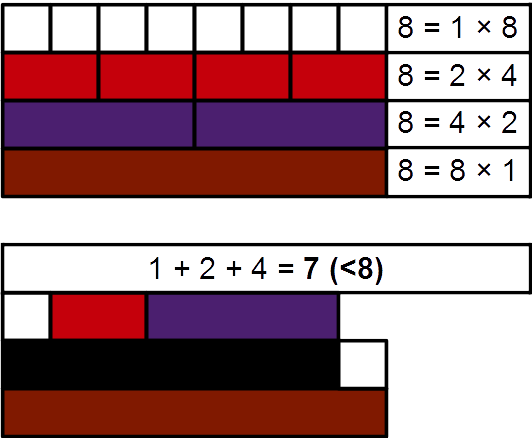
以古氏积木展示8是一個亏数：真因數之和低於自身

在数论中，若一个正整數除了本身外之所有因數之和比此数自身小，則稱此數為亏數。（又称作缺数或不足數）。
更为严格地说，亏數是指使得函数 σ(n) < 2n的正整数，其中σ(n)指的是因数和函数，即n的所有正因数（包括n）之和。2n − σ(n)称作n的亏度。
例如15的真因數有 1,3,5，而{\displaystyle {{{1}+{3}}+{5}}=9}，9<15，所以15可稱為亏數。
最小的一些亏數 A005100是：
1、 2、 3、 4、 5、 7、 8、 9、 10、 11、 13、 14、 15、 16、 17、 19、 21、 22、 23、 25、 26、 27、 29、 31……（OEIS數列A005100）
奇亏數和偶亏數都有无穷多个，因为显然所有的質数，以及他们的方幂，都是亏數。另外，每个完美数和亏數的因数（不包括它们自身）都是亏數。
与亏數相关的概念是完美数（σ(n) = 2n）和過剩數（σ(n) > 2n）。最早将自然数分为过剩数、完美数和亏数的是Nicomachus所著的Introductio Arithmetica （公元前100年）。